# Zale coracias
Zale coracias là một loài bướm đêm trong họ Erebidae.